# Julia Lee
Pour les articles homonymes, voir Julia Lee (homonymie) et Lee.
Julia Lee est une actrice américaine née le 31 octobre 1975 à Santa Fe au Nouveau-Mexique.

## Filmographie
- 1998 : Buffy contre les vampires (Mensonge) : Chanterelle
- 1999 : Buffy contre les vampires (Anne) : Lily
- 2000 : Charmed (Trois sorcières sans charme) (2x17) : une amie de la grand-mère des trois sœurs jeune
- 2001 : Angel (Argent sale) : Anne
- 2001 : Angel (L'Ordre des morts-vivants) : Anne
- 2003 : Un homme à part : la réceptionniste
- 2003 : Hellborn : Lauren
- 2003 : Grind
- 2004 : Angel (L'Ultime Combat) : Anne
- 2004 : The Hillside Strangler : Lisa Erwin
- 2006 : Free Ride (série TV) : Maya